# Selegas
Selegas (en sardo, Sèligas) es un municipio situado en la provincia de Cerdeña del Sur, en la región de Cerdeña. Tiene una población estimada, a fines de mayo de 2023, de 1284 habitantes.

## Evolución demográfica
| Gráfica de evolución demográfica de Selegas entre 1861 y 2023 |
|                                                               |
| Fuente: ISTAT - Elaboración gráfica de Wikipedia              |